# Зеленохвостый щетинкоклювый бюльбюль
Зеленохвостый щетинкоклювый бюльбюль (лат. Bleda eximius) — вид птиц из семейства бюльбюлевых. Подвидов не выделяют.

## Таксономия
Ранее вид считали конспецифичным с B. notatus, однако затем акустические и морфологические различия, подкрепленные генетическими данными, заставили учёных признать их разными видами.

## Распространение
Обитают в Западной Африке (от Сьерра-Леоне до Ганы). Живут в лесах.

## Описание
Длина тела 21,5-23 см; масса самца 46-52,5 г, самки 42-46,5 г. Сильный клюв. Верхняя сторона тела, включая хвост, однородного оливково-зелёного цвета. Нижняя сторона желтая, но на грудке и боках имеются оливковые пятна.
Самцы и самки выглядят одинаково, последние в среднем мельче. Неполовозрелые особи не описаны.

## Биология
Питаются членистоногими, включая жуков (Coleoptera), муравьев (Hymenoptera), гусениц, пауков (Araneae) и многоножек (Diplopoda), а также небольшими лягушками.